# Гаврилова, Лидия Павловна
Лидия Павловна Гаврилова — советский и российский биохимик, доктор биологических наук, профессор, лауреат Государственной премии СССР (1986).
Родилась в 1932 году.
Окончила биолого-почвенный факультет МГУ (1955), дипломница кафедры биохимии растений. Первое время работала там же и училась в аспирантуре, ученица А. Н. Белозерского.
С 17 июля 1967 г. работает в Институте белка АН СССР (РАН). С 1984 г. руководитель Группы клеточной биологии, выделенной из Лаборатории механизмов биосинтеза белка. С 1989 руководитель Группы клеточной организации белок-синтезирующего аппарата, в 1998 году переименованной в Группу Л. П. Гавриловой.
В настоящее время (2017) — главный научный сотрудник — научный консультант.
Кандидатская диссертация (1960) — «Изучение макромолекулярной структуры инфекционной рибонуклеиновой кислоты из вируса табачной мозаики и её изменений при спонтанной инактивации».
Лауреат Государственной премии СССР 1986 года (в составе коллектива) — за цикл работ «Структурные основы биосинтеза белка на рибосомах» (1962—1984).
Докторская диссертация:
- Бесфакторная («неэнзиматическая») трансляция : диссертация … доктора биологических наук : 03.00.03. — Москва, 1976. — 336 с. : ил.

Публикации:
- Рибосома [Текст] / А. С. Спирин, Л. П. Гаврилова ; АН СССР. Ордена Ленина ин-т биохимии им. А. Н. Баха. Ин-т белка. — Москва : Наука, 1968. — 199 с., 2 л. ил. : ил.; 21 см.
- Рибосома [Текст] / А. С. Спирин, Л. П. Гаврилова. — 2-е изд., перераб. и доп. — Москва : Наука, 1971. — 254 с., 1 л. ил. : ил.; 22 см.